# Eurotherium
Eurotherium — викопний парафілетичний рід гієнодонтидних ссавців, які жили в Європі в період від раннього та середнього еоцену.